# Пузирі
Пузирі́ — село в Україні, в Оболонській сільській громаді Кременчуцького району Полтавської області. Населення становить 268 осіб.

## Географія
Село Пузирі знаходиться на відстані 1 км від села Лукашівка та за 2 км від села Василяки.

## Історія
З 1917 — у складі УНР. З 1920-тих постійна комуністична влада. 1929 більшовики вдалися до терору проти незалежних господарників. Село постраждало внаслідок голодомору-геноциду, проведеного урядом СРСР 1932—1933 та після Другої світової війни — 1946—1947.

## Сучасний стан
В селі є Пузирівська Загальноосвітня школа 1-2 ступенів Семенівського району Полтавської області, директор Артеменко Валентина Вікторівна (з 1995). В школі була пожежа після якої, школу було перебудовано.

## Населення

### Мова
Розподіл населення за рідною мовою за даними перепису 2001 року:
| Мова       | Кількість | Відсоток |
| ---------- | --------- | -------- |
| українська | 264       | 98.51%   |
| російська  | 2         | 0.75%    |
| німецька   | 1         | 0.37%    |
| румунська  | 1         | 0.37%    |
| Усього     | 268       | 100%     |

## Відомі люди
Учитель математики (з 2012) Сухопаров Ігор Владиславович зараз відстоює територіальну цілісність України на сході, доброволець.